# Kepler-283c

## Kepler-283c
Kepler-283c — планета, яка була знайдена телескопом Kepler у 2014 році, рухається навколо зірки Kepler-283. Планета знаходиться в так званій «Зоні Златовласки» — тобто, на такій відстані від зірки, що на ній можливе існування води в рідкому вигляді. Її маса дорівнює 1,8 маси Землі, орбітальний період — 93 дня.
У системі зірки Кеплер-283, діаметр якої в два рази менше діаметра Сонця, вчені виявили дві планети, проте друга — Kepler-283B, знаходиться дуже близько до Зірки, і, цілком ймовірно, температура на її поверхні занадто висока для того, щоб планета могла бути придатною для життя.

### Параметри планети
Тип: Масса та температура не відомі
Маса: 0 мас Юпітера
Радіус: 0,162 радіусів Юпітера (+ / −0,011)
Орбітальний період: 92.74 земних днів (+ / −0,001413)
Велика піввісь (а): 0,341 астрономічних одиниць
Ексцентриситет (е): 0
Нахил орбіти (я): 0 градусів
Аргумент перицентра (Вт): 0 градусів
Довгота висхідного вузла: 0
Мала піввісь (б): 0,341 а.e (вичисл.)
Перицентр (д): 0,341 а.e (вичисл.)
Апоцентер (Q): 0,341 а.e (вичисл.)
Статус: 4